# 中国驻马耳他大使列表
本列表为中華民國和中華人民共和國驻马耳他历任大使名录。

## 历任中国驻马耳他大使

### 中华民国驻马耳他大使（1967年－1972年）
1967年7月19日，中华民国与马耳他建交。1972年1月31日，中华人民共和国与马耳他建交；同日，中华民国宣布中止同马耳他的外交关系。
| 姓名   | 任命           | 到任          | 递交国书      | 免职          | 离任           | 外交衔级 | 外交职务     | 备注       | 备注 |
| ------ | -------------- | ------------- | ------------- | ------------- | -------------- | -------- | ------------ | ---------- | ---- |
| 吴文辉 | 1967年7月19日  |               |               | 1968年4月     |                | 参事     | 临时代办     |            |      |
| 许绍昌 | 1968年4月18日  | 1968年4月25日 | 1968年4月25日 | 1971年2月18日 | 1968年4月27日  | 大使     | 特命全权大使 | 驻意大利兼 |      |
| 张为资 | 1969年10月16日 |               |               |               | 1970年12月18日 | 公使     | 临时代办     |            |      |
| 邱进益 | 1970年12月18日 |               |               |               | 1971年10月5日  | 二等秘书 | 临时代办     |            |      |
| 陈之迈 | 1971年2月18日  | 1971年3月25日 | 1971年3月26日 | 1972年2月24日 |                | 大使     | 特命全权大使 | 驻教廷兼   |      |
| 杜元方 |                | 1971年10月5日 |               |               | 1972年2月24日  | 参事     | 临时代办     |            |      |

### 中华人民共和国驻马耳他大使（1972年至今）
1972年1月31日，中华人民共和国与马耳他建交。
| 姓名   | 任命           | 任命           | 到任           | 递交国书       | 免职           | 免职           | 离任         | 外交衔级 | 外交职务     | 备注 |
| 姓名   | 全国人大常委会 | 主席           | 到任           | 递交国书       | 全国人大常委会 | 主席           | 离任         | 外交衔级 | 外交职务     | 备注 |
| ------ | -------------- | -------------- | -------------- | -------------- | -------------- | -------------- | ------------ | -------- | ------------ | ---- |
| 刘溥   | 不適用         | 不適用         | 1972年6月16日  | 1972年6月19日  | 1977年10月24日 | 不適用         | 1977年5月8日 | 大使     | 特命全权大使 |      |
| 程之平 | 1977年10月24日 | 不適用         | 1977年7月30日  | 1977年8月4日   | 1983年3月5日   | 不適用         | 1983年2月3日 | 大使     | 特命全权大使 |      |
| 华人琴 | 1983年3月5日   | 不適用         | 1983年5月      | 1983年5月5日   | 1986年6月25日  | 1986年11月30日 | 1986年10月   | 大使     | 特命全权大使 |      |
| 过家鼎 | 1986年6月25日  | 1986年11月30日 | 1986年11月     | 1986年11月27日 | 1989年2月21日  | 1989年8月1日   | 1989年9月    | 大使     | 特命全权大使 |      |
| 梅平   | 1989年2月21日  | 1989年9月22日  | 1989年9月      | 1989年9月14日  | 1992年7月1日   | 1992年8月25日  | 1992年8月    | 大使     | 特命全权大使 |      |
| 尹玉福 | 1992年7月1日   | 1992年8月25日  | 1992年9月      | 1992年9月24日  | 1995年2月28日  | 1995年6月2日   | 1995年4月    | 大使     | 特命全权大使 |      |
| 于武真 | 1995年2月28日  | 1995年6月2日   | 1995年5月      | 1995年5月25日  | 1997年11月1日  | 1998年4月2日   | 1998年2月    | 大使     | 特命全权大使 |      |
| 祖钦舜 | 1997年11月1日  | 1998年4月2日   | 1998年3月7日   | 1998年3月12日  | 2000年4月29日  | 2000年8月25日  | 2000年6月    | 大使     | 特命全权大使 |      |
| 杨桂荣 | 2000年4月29日  | 2000年8月25日  | 2000年7月      | 2000年8月3日   | 2003年4月26日  | 2003年8月25日  | 2003年8月    | 大使     | 特命全权大使 |      |
| 刘正修 | 2003年4月26日  | 2003年8月25日  | 2003年9月      |                | 2006年10月31日 | 2007年4月20日  | 2007年3月    | 大使     | 特命全权大使 |      |
| 柴玺   | 2006年10月31日 | 2007年4月20日  | 2007年4月      | 2007年4月26日  | 2009年4月24日  | 2009年8月5日   | 2009年7月    | 大使     | 特命全权大使 |      |
| 张克远 | 2009年4月24日  | 2009年8月5日   | 2009年8月5日   | 2009年9月17日  | 2011年8月26日  | 2012年4月6日   | 2012年3月    | 大使     | 特命全权大使 |      |
| 蔡金彪 | 2011年8月26日  | 2012年4月6日   | 2012年3月19日  | 2012年3月29日  | 2016年2月26日  | 2016年7月5日   | 2016年5月    | 大使     | 特命全权大使 |      |
| 姜江   | 2016年2月26日  | 2016年7月5日   | 2016年6月28日  | 2016年9月1日   | 2020年10月17日 | 2021年1月5日   | 2020年11月   | 大使     | 特命全权大使 |      |
| 于敦海 | 2020年10月17日 | 2021年1月5日   | 2020年12月26日 | 2021年1月28日  |                |                | 2024年6月5日 | 大使     | 特命全权大使 |      |